# OZK魯塞體育館
OZK魯塞體育館 是一座保加利亞魯塞的室內體育館。它是東南歐最現代化的場館之一，可容納5,100名觀眾。

## 外部連結
- 官方網站 （保加利亞語）
- 官方網站 （英語）